# European Journal of Cancer Prevention
European Journal of Cancer Prevention is een internationaal, aan collegiale toetsing onderworpen wetenschappelijk tijdschrift op het gebied van de oncologie.
De naam wordt in literatuurverwijzingen meestal afgekort tot Eur. J. Canc. Prev.
Het wordt uitgegeven door Lippincott Williams & Wilkins namens de European Cancer Prevention Organisation en verschijnt tweemaandelijks.